# Pueblo puinave
Los Puinave o Wãênsöjöt son un pueblo amerindio que habita en aldeas dispersas en la cuenca del río Inírida en el departamento del Guainía y el oriente del departamento del Guaviare, al oriente de Colombia y las fronteras con este país de Venezuela y Brasil. Ocupan una zona transicional entre la selva amazónica y los Llanos de las tetas.

## Organización
Están divididos en 24 clanes petrilineales exogámicos, entre los cuales hay relaciones de alianza política y matrimonial. También toman cónyuges entre los baniva, curripaco, cubeo, pipoco y otras etnias. La residencia al casarse es inicialmente uxorilocal, trabajando el esposo transitoriamente para el suegro y posteriormente es patrilocal.
Las comunidades puinave y sus autoridades hacen parte de la Asociación del Concejo Regional Indígena del Guainía (ASOCRIGUA), afiliada a la  Organización Nacional de los Pueblos Indígenas de la Amazonia Colombiana (OPIAC), en la que sus autoridades y delegados participan conjuntamente con otros pueblos originarios de la región en la discusión y concertación de políticas y programas.
En la última década del siglo XX el territorio wãênsöjöt, tanto en Guainía, como en Morichal Viejo (Guaviare) fue reconocido como resguardo Indígena.

## Economía
Los Puinave comparten la cultura hortícola de la Amazonia, caracterizada por asentamientos ribereños y el desmonte de áreas de selva para la horticultura itinerante de la yuca brava (Manihot esculenta) y por las otras actividades propias de grupos semisedentarios como son la pesca, la recolección de productos silvestres y la caza. Además, desde hace mucho han participado de una red comercial que explota el madamaê o palma chiquichiqui (Leopoldinia piassaba), con cuya venta se proveen de mercancías no producidas por los indígenas.
Actualmente, un poco más de la mitad de los puinave vive en los poblados de los ríos Inírida, Caño Bocón y Guaviare, hacia Puerto Inírida (Huênsutat), San Fernando de Atabapo (Maêdako), o hacia la ciudad de Puerto Ayacucho. Allí se ocupan en actividades propias de las ciudades amazónicas y tienen empleos en la educación, la salud, el comercio y la administración pública.

## Lengua
La mayoría de especialistas consideran que el idioma puinave es una lengua aislada, aunque otros lingüistas han propuesto que estaría relacionado con las lenguas makú. El lingüista Jesús Girón encuentra posible postular una relación genética del puinave con el proto-makú, pero considerando además la existencia de otro sustrato del puinave aún no conocido. El 85,76% de los puinave hablan su propia lengua.

## Cosmología
En la cosmogonía tradicional, el mundo fue creado por cuatro hermanos. Guarirom, el mayor, lo formó de manera incompleta, y sus tres hermanos, junto con otros héroes culturales, se encargaron de completarlo.
El mundo estaba estructurado en tres niveles:
- un nivel superior, correspondiente a la tierra;
- un nivel intermedio, donde se ubicaban los asentamientos humanos;
- y un nivel inferior, habitado por espíritus malignos.[4]

Según el relato, los primeros puinave eran huérfanos: un hombre y una mujer que emergieron de una tinaja que se rompió en lo alto de un cerro. Fueron criados por una tía, pero debieron esconderse y huir para evitar ser asesinados. Así fue como llegaron al territorio que hoy habitan, el cual poblaron junto con los curripaco.
La mayoría de los puinave fueron evangelizados por la misionera norteamericana Sofia Muller, en un proceso que conllevó una fuerte estigmatización a sus tradiciones de pensamiento y creencias. Las investigaciones realizadas antes de la evangelización muestran cómo los Puinave conservaban sus patrones culturales sobre gestión del ambiente, organización social, jerarquías y ceremonias. Un solo grupo local se resistió a la evangelización, habiendo conservado hasta hoy sólo algunas 6 tradiciones de canto y danza. Anteriormente, todas las comunidades vivían en grandes casas comunales o malokas, pero a partir de la evangelización comenzaron a vivir en casas unifamiliares, ubicadas alrededor de una caseta comunal.